# Jacob Abbott

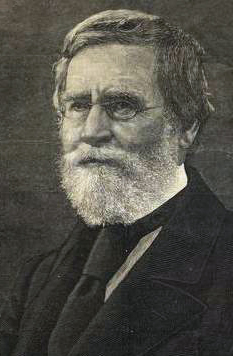
Jacob Abbott

Jacob Abbott (* 14. November 1803 in Hallowell (Maine); † 31. Oktober 1879 in Farmington, Maine) war ein amerikanischer Jugendschriftsteller und Pädagoge.

## Leben
Abbott entstammte einer bereits 1640 von den britischen Inseln nach Neuengland ausgewanderten Familie. Seine Eltern waren der Kaufmann Jacob Abbot und Betsey Chandler. Er besuchte mit seinen vier Brüdern die Hallowell Academy und anschließend das angesehene, allgemeinbildende Bowdoin College (Brunswick (Maine)). Dort interessierte er sich vor allem für Naturwissenschaften, graduierte 1820 als Bachelor of Arts und wurde drei Jahre später Master of Arts. Während seiner Lehrzeit am Bowdoin College änderte er seinen Familiennamen von Abbot in Abbott. Einige seiner Brüder folgten seinem Beispiel. 1820/1821 war er Lehrer an der Portland Academy und unterrichtete hier u. a. den späteren amerikanischen Lyriker Henry Wadsworth Longfellow. Anschließend widmete sich Abbott einem Theologiestudium, das er 1821/1922 sowie 1824 am Andover Theological  Seminary (Andover (Massachusetts)) absolvierte.
1824/1825 war Abbott Tutor und 1825 bis 1829 Professor der Mathematik und Naturwissenschaften am nicht lange vorher (1821) gegründeten und in der Stadt Amherst (Massachusetts) gelegenen Amherst College. Mit vier Fakultätskollegen erforschte er die Unterrichtsbedingungen höherer Lehranstalten in den Vereinigten Staaten, aber auch in Europa. Das 1826 präsentierte Ergebnis ihrer Untersuchungen kritisierte den Studienplan des Amherst College als antiquiert. Es sollte mehr Gewicht auf Wissenschaft und moderne Geschichte gelegt und anstelle alter Sprachen (Latein, Griechisch) lebende Sprachen wie Deutsch und Französisch gelehrt werden. Abbotts Vorschläge stießen zwar anfangs durchaus auf Zustimmung und wurden ab 1827 versuchsweise umgesetzt, jedoch aufgrund des damit verbundenen wesentlich größeren Lehraufwands und mangelnder Ressourcen am College zwei Jahre später wieder eingestellt. Daher gab Abbott im gleichen Jahr (1829) seine Professur auf.
Am 18. Mai 1828 hatte Abbott eine Ehe mit Harriet Vaughan of Hallowell geschlossen. Aus der Ehe gingen sechs Kinder hervor. Zwei Söhne, Benjamin Vaughan Abbott und Austin Abbott, wurden hervorragende Rechtsanwälte und Verfasser bedeutender Gesetzbücher. Zwei weitere Söhne, Lyman Abbott und Edward Abbott, wurden bekannte Kleriker und Schriftsteller.
Nach seinem Ausscheiden aus dem Amherst College ging Abbott mit seiner Familie nach Boston und amtierte dort 1829 bis 1833 als Direktor der von ihm gegründeten Mount Vernon-Mädchen-Schule, die Pionierarbeit für die amerikanische Frauenbildung leistete. Damals war es nicht selbstverständlich, dass Mädchen überhaupt Unterricht erhielten. In Abbotts Anstalt wurden kaum herkömmliche Disziplinierungsmaßnahmen wie die sonst noch dominante Bestrafung durch körperliche Züchtigung praktiziert, sondern es wurde in erster Linie eine bessere Erziehung der Schülerinnen durch deren Einbeziehung in Verhaltensmaßregeln und Appelle an ihr Gewissen zu erreichen versucht.
1833 verließ Abbott Boston und wandte sich kurzzeitig einer geistlichen Laufbahn zu. In seinen religiösen Ansichten zählte er zu den liberalen Evangelikalen. Schon am 3. Mai 1826 war er von der Hampshire Association als Prediger zugelassen worden. In Roxbury (Massachusetts) gründete er nun die Eliot Congregational Church und wirkte dort 1834/1835 als Pfarrer. Dann übergab er dieses Amt seinem Bruder John Stevens Cabot Abbott, ging für einige Zeit nach Farmington in Maine und war ab nun vor allem als Autor von Jugendliteratur tätig. 1843 wurde er Witwer. In diesem Jahr unterbrach er seine schriftstellerische Arbeit, um mit seinen Brüdern John Abbott und Gorham Dummer Abbott eine Schule, das Abbott Institute, in New York City zu gründen und zu leiten. Diesen Posten versah er bis 1851 und war außerdem 1845 bis 1848 Direktor der Mount Vernon-Buben-Schule.
Seit 1851 ging Abbott nur noch seinen literarischen Interessen nach. Er heiratete 1853 in zweiter, kinderloser Ehe Mary Dana Woodbury. Bis 1870 lebte er in New York City und reiste öfters nach Europa. Seine letzten Lebensjahre verbrachte er zurückgezogen bis zu seinem Tod (1879) in Farmington, wo sein Bruder Samuel Phillips Abbott die Abbott School gegründet hatte.

## Literarisches Werk

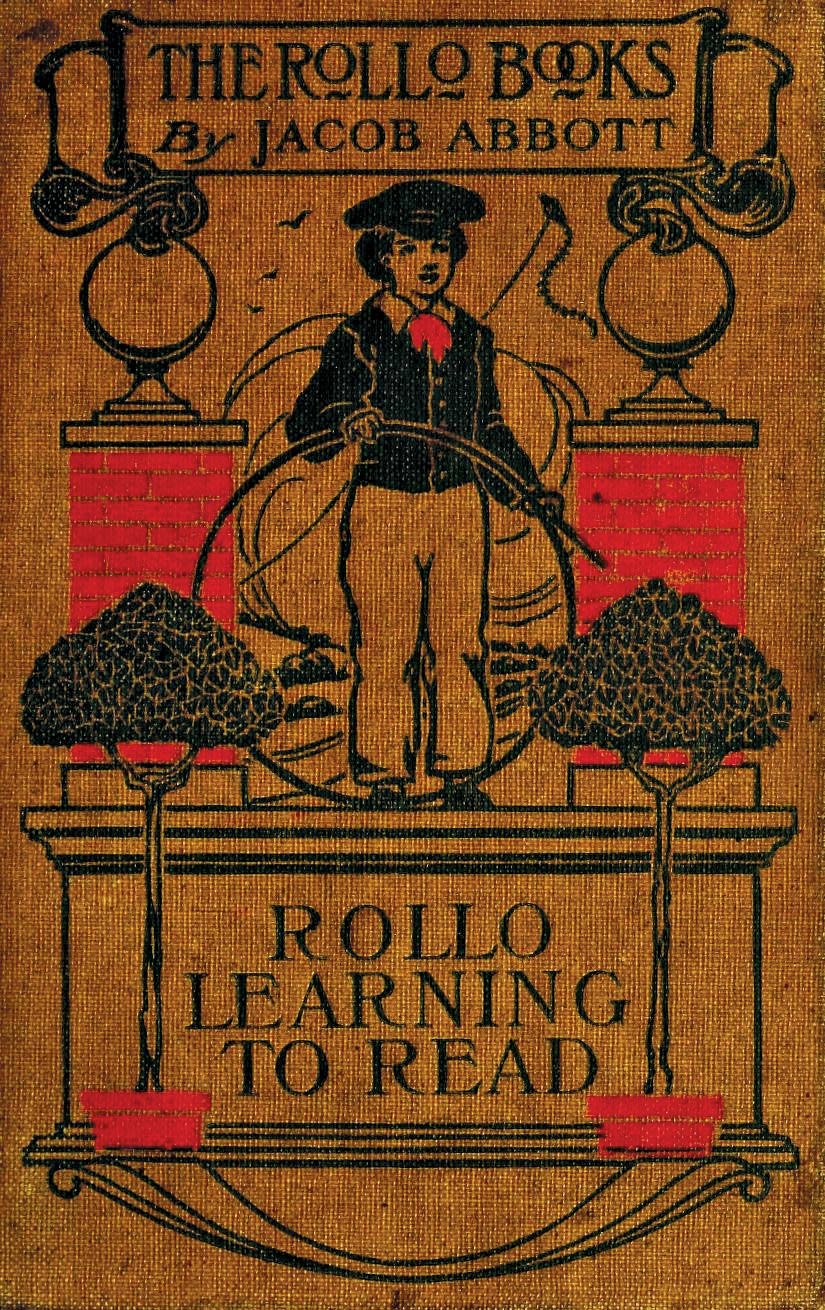
Rollo Learning to Read, Cover der Ausgabe von 1855

Abbotts Werk umfasst insgesamt 180 Bände, von denen die meisten große Verbreitung fanden. Mehrere davon wurden auch in andere Sprachen übersetzt. Außerdem war Abbott Mitautor oder Herausgeber von 31 weiteren Büchern und Verfasser von zahlreichen Zeitschriftenartikeln. So erreichte er internationale Bekanntheit. Sein sehr erfolgreiches literarisches Debüt gab er 1832 mit dem ersten von vier Bänden seiner Young Christian Series. Dieses Buch erlebte in Amerika und Großbritannien zahlreiche Auflagen und wurde auch ins Französische und Niederländische übersetzt.
Den nachhaltigsten Ruhm erlangte Abbott als Jugendschriftsteller. Als vielseitiger Autor schrieb er daneben aber auch Biographien, für einen breiten Leserkreis gedachte theologische Bücher sowie einige populärwissenschaftliche Werke.
Abbotts Schriften sind belehrend und haben den Zweck, seine Leser für christliche Tugenden zu gewinnen. Zu diesem Genre gehören seine seit 1834 herausgegebenen Rollo books (28 Bde., z. B. Rollo at Work, Rollo at Play, Rollo in Europe), die besonders populär wurden. Der junge Protagonist Rollo erfährt im Laufe der Serie einen Reifungsprozess und reist mit seinem allwissenden Onkel George rund um die Welt, wobei dem jugendlichen Leser auch elementare Fakten über Geographie, Geschichte und die Naturwissenschaften vermittelt werden. Die Rollo books dienten ein oder zwei Generationen amerikanischer Kinder als Muster für beispielhaftes Benehmen sowie Unterhaltungslektüre und standen in der Tradition etwa des Kinderbuches The History of Sandford and Merton (1783 bis 1789) des englischen Schriftstellers Thomas Day, das wiederum von den Ideen von Jean-Jacques Rousseau beeinflusst worden war.

## Werke (Auswahl)
- The Franconia stories. 10 Bände.
- Marco Paul's adventures, 6 Bände.
- Harper's story books. 36 Bände.
- Little learner series. 5 Bände.

## Sonstiges
In der Gedenkausgabe von The Young Christian (New York, 1882) findet sich eine kurze Biografie von Jacob Abbott aus der Feder seines Sohnes Edward Abbott. Einen Eindruck seiner Persönlichkeit vermittelt der von seinem Sohn Lyman Abbott verfasste Essay Jacob Abbott, Friend of Children, der in Silhouettes of My Contemporaries (1921) erschien. Die Bowdoin College Library in Brunswick (Maine) bewahrt außerdem viele Manuskripte und persönliche Papiere von Abbott auf.